# Diskin Clay
Diskin William Thomas Clay, meist Diskin Clay (* 2. November 1938 in Fresno, Kalifornien; † 9. Juni 2014 in Durham, North Carolina) war ein US-amerikanischer Klassischer Philologe.

## Leben
Clay erwarb 1960 einen B.A. in Literatur am Reed College in Portland, Oregon. Es folgten ein M.A. und 1967 die Promotion zum Ph.D. an der University of Washington in Seattle. Er lehrte darauf am Reed College, am Haverford College, als Francis White Professor of Greek an der Johns Hopkins University, als Blegen Distinguished Research Professor am Vassar College sowie als Distinguished Professor of Classics, Philosophy, and Comparative Literature am Graduate Center der City University of New York. Schließlich war er bis zu seiner Emeritierung 2008 der R. J. R. Nabisco Distinguished Professor of Classical Studies an der Duke University. Zu den zahlreichen Förderungen, die er erhielt, zählen ein Fulbright-Stipendium, mit dem er in Montpellier und Poitiers studierte, ein Stipendium für die American School of Classical Studies at Athens und ein Fellowship am Center for Hellenic Studies in Washington, D.C.
Diskin Clay war mit Jenny Strauss Clay verheiratet und hatte mit ihr eine Tochter.
Diskin Clay arbeitete zur antiken griechischen Philosophie und Literatur, insbesondere zu Platon sowie zu Epikur, Lukrez und Diogenes von Oinoanda. Er übersetzte auch griechische Tragödien.

## Schriften (Auswahl)
- Socrates’ Prayer to Pan. In: Glen W. Bowersock, Walter Burkert, Michael C. J. Putnam (Hrsg.): Arktouros. Hellenic Studies Presented to Bernard M. W. Knox. De Gruyter, Berlin, New York 1979, S. 345–353.
- Lucretius and Epicurus. Cornell University Press, Ithaca, New York 1983.
- The Philosophical Inscription of Diogenes of Oenoanda: New Discoveries 1969–1983. In: Wolfgang Haase (Hrsg.), Aufstieg und Niedergang der römischen Welt Band 36.4. De Gruyter, Berlin, New York 1990, S. 2446–3232.
- The Plan of Plato’s Critias. In: Tomás Calvo, Luc Brisson (Hrsg.), Interpreting the ‚Timaeus-Critias‘. Sankt Augustin 1997, S. 49–54.
- Paradosis and Survival. Three Chapters in the History of Epicurean Philosophy. University of Michigan Press, Michigan 1998.
- mit Clarence Glad, David Konstan, Johan Thom und James Ware: Philodemus, On Frank Criticism. Introduction, Translation and Notes. Atlanta 1998.
- Lucretius’ Honeyed Muse: The History and Meaning of a Simile. In: Annick Monet (Hrsg.), Le Jardin Romain. Épicurisme et Poésie à Rome. Mélanges offerts à Mayotte Bollack. Villeneuve d’Ascq, 2003, S. 183–196.
- Archilochos Heros. The cult of poets in the Greek polis (Hellenic studies, 6). Center for Hellenic Studies, Washington D.C. 2004, Inhaltsverzeichnis
- The Hangover of Plato’s Symposium in the Italian Renaissance from Bruni (1435) to Castiglione (1528). In: James Hunter Lesher u. a. (Hrsg.): Plato’s Symposium. Issues in Interpretation and Reception. Cambridge (Massachusetts) 2006, S. 341–359.
- The Philosophical Inscription of Diogenes of Oenoanda. In: Greek and Roman Philosophy 100 BC–200 AD: Volume I (Bulletin of the Institute of Classical Studies, Supplement 94). Oxford University Press, Oxford 2007, S. 283–291.
- Dante’s Parnassus: Raphael's Parnaso. In: Arion. A Journal of Humanities and the Classics Band 22, No.2, Fall 2014, S. 3–32.
- mit James H. Brusuelas: Lucian, True History. Introduction, Text, Translation, and Commentary. Oxford University Press, Oxford 2021, ISBN 978-0-19-878964-2.